# Hisshi
Trong shogi, Hisshi (必至 (Tất chí)) hoặc Hisshi (必死 (Tất tử)) là trạng thái của ván đấu khi mà không quan tâm nước đi tiếp theo của một trong hai bên là gì, chuỗi nước đi tiếp theo sẽ tạo ra chiếu hết (詰み Tsumi) nếu như bên còn lại thực hiện chính xác.
Trong tiếng Anh, tình huống này gọi là Brinkmate, ngoài ra việc dọa chiếu hết (詰めろ Tsumero) được gọi là Threatmate.

## Tổng quan
Cả việc dọa chiếu hết (詰めろ Tsumero), Hisshi (必至 (Tất chí)) và Z (lấy từ chữ cái Z từ bảng chữ cái La Tinh - dùng để chỉ trạng thái không thể bị chiếu hết trong tình huống xác định) đều là ba khái niệm quan trọng trong tàn cuộc của một ván shogi. Trong ván cờ, nếu như một trong hai bên bị đẩy vào Hisshi, người đó sẽ chắc chắn thua nếu như không thể chiếu hết ngược lại được quân Vương Tướng của đối phương. Tuy nhiên, có những trường hợp mà thế Hisshi này có thể được gỡ bỏ - bằng cách thực hiện một nước đi vừa bảo vệ quân Vua của mình, vừa chiếu để dọa bắt quân Vua của đối phương.

### Ví dụ
Hai ví dụ dưới đây là hai trường hợp thường gặp và thường sử dụng để giải thích về khái niệm Hisshi:
| 9 | 8 | 7 | 6 | 5 | 4  | 3  | 2  | 1  |    |
|   |   |   |   |   |    |    | 王 | 香 | 一 |
|   |   |   |   |   |    |    |    |    | 二 |
|   |   |   |   |   |    |    | 金 | 歩 | 三 |
|   |   |   |   |   |    |    |    |    | 四 |
|   |   |   |   |   |    |    |    |    | 五 |
|   |   |   |   |   | 歩 |    |    |    | 六 |
|   |   |   |   |   |    | 歩 | 歩 | 歩 | 七 |
|   |   |   |   |   |    | 金 | 玉 |    | 八 |
|   |   |   |   |   |    | 銀 | 桂 | 香 | 九 |

| 9 | 8 | 7 | 6 | 5 | 4  | 3  | 2  | 1  |    |
|   |   |   |   |   |    |    | 王 | 香 | 一 |
|   |   |   |   |   |    |    |    |    | 二 |
|   |   |   |   |   |    |    | 金 | 歩 | 三 |
|   |   |   |   |   |    |    |    |    | 四 |
|   |   |   |   |   |    |    |    |    | 五 |
|   |   |   |   |   |    |    |    |    | 六 |
|   |   |   |   |   | 歩 | 歩 | 歩 | 歩 | 七 |
|   |   |   |   |   | 銀 | 金 |    |    | 八 |
|   |   |   |   |   | 玉 |    | 桂 | 香 | 九 |

Ví dụ 1 đang đe dọa chiếu hết quân Vua của Hậu bằng nước ▲Vg*22 (▲2二金打) hoặc ▲Vg*32 (▲3二金打), nên theo phản xạ thông thường - Hậu sẽ tìm cách để đỡ lại hai nước thả quân này, tuy nhiên quân Vua này đã chắc chắn bị chiếu hết - kể cả khi họ có đỡ lại theo bất cứ cách nào, ví dụ:
- Nếu △B*31 (△3一銀) hay △Vg*31 (△3一金) - đáp trả bằng ▲M*33 (▲3三桂) - chiếu hết.
- Nếu △Vg*22 (△2二金), △Vg*32 (△3二金) hay △X*32 (△3二飛) - đáp trả bằng ▲M*33 (▲3三桂), sau đó: 
  - △Vgx hoặc Xx (△同金/△同飛), sau đó ▲Vg*22 (▲2二金打) chiếu hết.
  - △V-31 (△3一玉) thì ▲Vg*41 (▲4一金) chiếu hết.
- Nếu △X*42 (△4二飛) thì ▲M*33 (▲3三桂) - △V-31 (△3一玉) - ▲Vg*21 (▲2一金) chiếu hết.
- Nếu △X*12 (△1二飛) hoặc từ 52 ~ 92: ▲M*33 (▲3三桂) - △V-31 (△3一玉) - ▲Vg*41 (▲4一金) chiếu hết.
- Hậu cũng có thể chiếu Vua của Tiên với những nước đi như M*16 (△1六桂) hay M*36 (△3六桂), Vg*18 (△1八金) cũng có thể được đưa ra, tuy nhiên không tạo ra sự nguy hiểm cho nó - do vậy tình huống là không thay đổi.

Ví dụ 2 không phải là một Hisshi, khi mặc dù cũng đe dọa chiếu hết như ví dụ 1 và nếu sử dụng các nước đi để phòng thủ như ví dụ 1 - chiếu hết là điều không thể tránh khỏi, tuy nhiên bên Hậu có thể đi △Tg*67 (△6七角) để vừa chiếu quân Vua của Tiên - vừa bắt quân Kim Tướng, từ đó hóa giải được thế Hisshi.

### Thường gặp
| 9 | 8 | 7  | 6  | 5  | 4  | 3  | 2 | 1 |    |
|   |   |    |    | 王 |    |    |   |   | 一 |
|   |   | 金 |    | 銀 |    | 金 |   |   | 二 |
|   |   | 歩 | 歩 | 歩 | 歩 | 歩 |   |   | 三 |
|   |   |    |    |    |    |    |   |   | 四 |
|   |   |    |    |    |    |    |   |   | 五 |
|   |   |    |    |    |    |    |   |   | 六 |
|   |   |    |    |    |    |    |   |   | 七 |
|   |   |    |    |    |    |    |   |   | 八 |
|   |   |    |    |    |    |    |   |   | 九 |

| 9 | 8 | 7 | 6 | 5 | 4  | 3  | 2  | 1  |    |
|   |   |   |   |   | 馬 |    | 桂 | 香 | 一 |
|   |   |   |   |   |    | 銀 | 王 |    | 二 |
|   |   |   |   |   |    | 歩 | 歩 |    | 三 |
|   |   |   |   |   |    |    |    | 歩 | 四 |
|   |   |   |   |   |    |    |    |    | 五 |
|   |   |   |   |   |    |    |    |    | 六 |
|   |   |   |   |   |    |    |    |    | 七 |
|   |   |   |   |   |    |    |    |    | 八 |
|   |   |   |   |   |    |    |    |    | 九 |

Trên đây là hai hình Hisshi thường gặp trong các ván đấu thực chiến.
Ở hình 1, không có cách nào để Vua có thể vừa đỡ được hai đe dọa chiếu hết là ▲V*62 (▲6二金打) và ▲V*42 (▲4二金打) từ hai bên trái - phải cả.
Ở hình 2 được gọi là Phúc Ngân (腹銀 Hara ginn). Vua đang bị đe dọa chiếu hết bởi hai khả năng khác nhau là ▲Bx23+ (▲2三銀成) và ▲Tg+-31 (▲3一馬) mà không có cách nào để cùng lúc loại bỏ cả hai mối nguy này cả. Đây là ví dụ cho câu thành ngữ 「玉の腹から銀を打て -  Thả Ngân ở bụng của Ngọc Tướng」

## Bài tập Hisshi
Các bài tập Hisshi cũng giống dạng với các bài tập chiếu hết, nhưng thay vì nước đi nào cũng phải là một nước chiếu - chỉ cần chuỗi nước đi đó thành công tạo ra được Hisshi - bài tập đó được giải đúng; tuy nhiên chuỗi các nước đi để giải bài tập nên là những nước đi bắt buộc và tốt nhất. Độ dài của các bài tập này thường nhiều nhất là 5 nước - rất ít bài tập Hisshi trong 7 nước. Người ta cũng thường cho rằng bài tập Hisshi 1 nước thường có độ khó ngang bằng bài tập chiếu hết trong 7 nước.
Bài tập dưới đây là một ví dụ về bài Hisshi trong 3 nước, xin hãy ngẫm nghĩ để giải trước khi xem đáp án:

Đáp án: ▲Xx41+ - △Vx - ▲M-22+ (▲4一飛成 △同玉 ▲2二桂成)
| 9 | 8 | 7 | 6  | 5  | 4  | 3  | 2  | 1  |    |
|   |   |   |    | 飛 | 金 | 王 | 桂 | 香 | 一 |
|   |   |   | と |    | 銀 |    |    |    | 二 |
|   |   |   | 歩 | 歩 | 歩 | 歩 | 歩 |    | 三 |
|   |   |   |    |    |    | 桂 |    | 歩 | 四 |
|   |   |   |    |    |    |    |    |    | 五 |
|   |   |   |    |    |    |    |    |    | 六 |
|   |   |   |    |    |    |    |    |    | 七 |
|   |   |   |    |    |    |    |    |    | 八 |
|   |   |   |    |    |    |    |    |    | 九 |